# رود پودکامنایا تونگوسکا
 رود پودکامنایا تونگوسکا رودی است به رود ینی‌سئی می‌ریزد. این رود از کشور روسیه می‌گذرد. طول آن ۱٬۸۶۵ کیلومتر (۱٬۱۵۹ مایل) است.